# Les Joyeux Pirates
Pour plus de détails, voir Fiche technique et Distribution.
Les Joyeux Pirates (Abbott and Costello Meet Captain Kidd) est un film américain réalisé par Charles Lamont, sorti en 1952.

## Synopsis
En se rendant à leur travail à la taverne Death's Head, Oliver « Puddin' Head » Johnson et Rocky Stonebridge rencontrent Lady Jane, qui leur demande d'apporter une lettre d'amour au chanteur de la taverne, Bruce Martingale. À la taverne, le célèbre capitaine Kidd dîne avec la capitaine Anne Bonny, une femme pirate.

## Fiche technique
- Titre : Les Joyeux Pirates
- Titre original : Abbott and Costello Meet Captain Kidd
- Réalisation : Charles Lamont
- Scénario : Howard Dimsdale et John Grant
- Musique : Raoul Kraushaar
- Photographie : Stanley Cortez
- Montage : Edward Mann
- Production : Alex Gottlieb
- Société de production : Woodley Productions
- Société de distribution : Warner Bros. (États-Unis)
- Pays :  États-Unis
- Genre : Aventure, comédie et film musical
- Durée : 70 minutes
- Dates de sortie : 
  -  États-Unis : 27 décembre 1952
  -  France : 30 juillet 1953

## Distribution
- Bud Abbott : Rocky Stonebridge
- Lou Costello : Captain « Puddin' Head » Feathergill
- Charles Laughton : le capitaine Kidd
- Hillary Brooke : Anne Bonny
- Bill Shirley : Bruce Martingale
- Leif Erickson : Morgan
- Fran Warren : Lady Jane

## Production
Il s'agit du seul film produit par Woodley Productions, la société de Bud Abbott.